# U-20-Fußball-Weltmeisterschaft der Frauen 2010/Costa Rica
Dieser Artikel behandelt die costa-ricanische U-20 Fußballnationalmannschaft der Frauen bei der U-20-Fußball-Weltmeisterschaft der Frauen 2010.

## Aufgebot
| Nr.        | Spieler                  | Verein                | Geburtsdatum  | Spiele   | Tore     | Gelbe Karten | Gelb-Rote Karten | Rote Karten |          |          |
| Torhüter   | Torhüter                 | Torhüter              | Torhüter      | Torhüter | Torhüter | Torhüter     | Torhüter         | Torhüter    | Torhüter | Torhüter |
| ---------- | ------------------------ | --------------------- | ------------- | -------- | -------- | ------------ | ---------------- | ----------- | -------- | -------- |
| 1          | Priscilla Tapia          | Alajuela              | 2. Mai 1991   | 3        | 0        | 0            | 0                | 0           |          |          |
| 13         | Maria Arias              | University of Webster | 4. Mai 1991   | 0        | 0        | 0            | 0                | 0           |          |          |
| 21         | Jakellene Palacios       | Aliso HS              | 23. Juli 1993 | 0        | 0        | 0            | 0                | 0           |          |          |
| Abwehr     |                          |                       |               |          |          |              |                  |             |          |          |
| 5          | Gabriela Guillén         | University Creighton  | 1. März 1992  | 0        | 0        | 0            | 0                | 0           |          |          |
| 8          | Daniela Cruz             | Sportek               | 8. März 1991  | 3        | 0        | 1            | 0                | 0           |          |          |
| 14         | Marianne Ugalde          | Alajuela              | 10. Mai 1990  | 1        | 0        | 0            | 0                | 0           |          |          |
| 17         | Yocxelín Rodríguez       | San José              | 15. Apr. 1992 | 3        | 0        | 1            | 0                | 0           |          |          |
| 19         | Fabiola Sánchez          | Alajuela              | 9. Apr. 1993  | 3        | 0        | 0            | 0                | 0           |          |          |
| 20         | Hazel Quíros             | Alajuela              | 7. Juli 1992  | 3        | 0        | 1            | 0                | 0           |          |          |
| Mittelfeld |                          |                       |               |          |          |              |                  |             |          |          |
| 2          | Maria Gamboa             | San Ramón             | 7. Juli 1993  | 0        | 0        | 0            | 0                | 0           |          |          |
| 3          | Daniela Vega             | Cartago               | 19. Feb. 1991 | 1        | 0        | 0            | 0                | 0           |          |          |
| 4          | Mariela Campos           | Alajuela              | 4. Jan. 1991  | 3        | 0        | 0            | 0                | 0           |          |          |
| 7          | Paola Alvarado           | San José              | 6. Jan. 1990  | 3        | 0        | 0            | 0                | 0           |          |          |
| 10         | Katherine Alvarado       | San José              | 11. Apr. 1991 | 3        | 1        | 2            | 0                | 0           |          |          |
| Angriff    |                          |                       |               |          |          |              |                  |             |          |          |
| 6          | Mónica Vargas            | Alajuela              | 20. Dez. 1990 | 2        | 0        | 0            | 0                | 0           |          |          |
| 9          | Carolina Venegas         | Arenal                | 28. Sep. 1991 | 3        | 1        | 0            | 0                | 0           |          |          |
| 11         | Raquel Rodríguez Cedeño  | San José              | 28. Okt. 1993 | 3        | 0        | 0            | 0                | 0           |          |          |
| 12         | Raquel Rodríguez Vázquez | Alajuela              | 3. Aug. 1991  | 3        | 0        | 1            | 0                | 0           |          |          |
| 15         | María Moreira            | Alajuela              | 25. Apr. 1993 | 3        | 0        | 0            | 0                | 0           |          |          |
| 16         | Angelica Fallas          | Alajuela              | 22. Apr. 1993 | 0        | 0        | 0            | 0                | 0           |          |          |
| 18         | Ana Aguilar              | San José              | 14. Nov. 1990 | 2        | 0        | 0            | 0                | 0           |          |          |

## Vorrunde
In der Vorrunde der Weltmeisterschaft 2010 in Deutschland traf die kolumbianische U-20 Fußballnationalmannschaft der Frauen in der Gruppe A auf Deutschland, Frankreich und Kolumbien.
| Pl. | Land        | Sp. | S | U | N | Tore    | Diff. | Punkte |
| --- | ----------- | --- | - | - | - | ------- | ----- | ------ |
| 1.  | Deutschland | 3   | 3 | 0 | 0 | 011:400 | +7    | 09     |
| 2.  | Kolumbien   | 3   | 1 | 1 | 1 | 005:400 | +1    | 04     |
| 3.  | Frankreich  | 3   | 1 | 1 | 1 | 004:500 | −1    | 04     |
| 4.  | Costa Rica  | 3   | 0 | 0 | 3 | 002:900 | −7    | 0      |

- Dienstag, 13. Juli 2010, 11:30 Uhr in Bochum

 Deutschland –  Costa Rica 4:2 (2:1)
- Freitag, 16. Juli 2010, 15:00 Uhr in Bochum

 Costa Rica –  Frankreich 0:2 (0:0)
- Dienstag, 20. Juli 2010, 11:30 Uhr in Dresden

 Costa Rica –  Kolumbien 0:3 (0:2)